# Pseudharpethericles taurus
Pseudharpethericles taurus är en insektsart som beskrevs av Marius Descamps 1977. Pseudharpethericles taurus ingår i släktet Pseudharpethericles och familjen Thericleidae. Inga underarter finns listade i Catalogue of Life.